# Monte Gelbison
Der Monte Gelbison, der auch Monte Sacro (ital.: heiliger Berg) genannt wird, ist mit 1705 m s.l.m. einer der höchsten Berge im Cilento.

## Geographie
Der Berg wird von den Ortschaften Cannalonga, Ceraso, Novi Velia, Cuccaro Vetere, Futani, Laurito, Montano Antilia, Rofrano und Vallo della Lucania umschlossen.
Von ihm erschließt sich bei gutem Wetter ein schönes Panorama mit der süditalienischen Küste bis nach Sizilien und den  Liparischen Inseln. In nördlicher Richtung kann man den Vesuv sehen.
Auf dem Gipfel befindet sich die Sanctuario della Madonna di Novi Velia, eine der meistbesuchten Pilgerstätten Kampaniens. Die "Schwarze Madonna" in dem von Basilikanermönchen gegründeten Sanktuarium ist vermutlich afrikanischen Ursprungs.

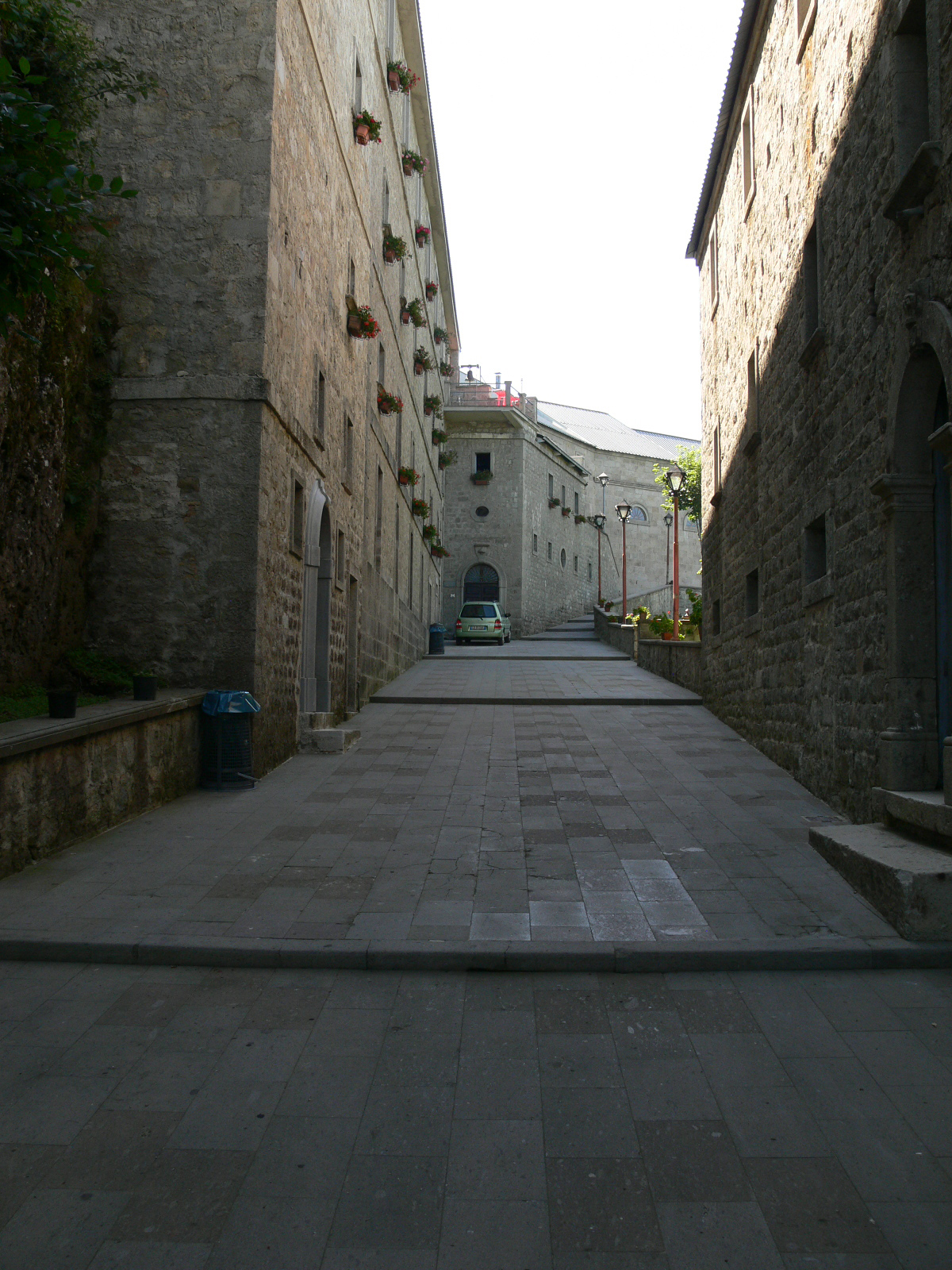
Klosteranlage auf dem Gipfel

## Erreichbarkeit
Auf den Monte Gelbison führt eine Straße, die in Novi Velia beginnt und in ca. 10 km auf den Berg führt. Des Weiteren gibt es Wanderwege ausgehend von den umliegenden Ortschaften. Die Wanderung zu Fuß nimmt etwa 5 Stunden in Anspruch und ist insbesondere zu den Pilgerterminen im Mai sowie September ein besonderes Erlebnis. Strenge Traditionalisten bringen diesen Weg auch barfuß hinter sich. Viele nehmen einen Stein mit auf den Weg, den sie dann oben vor dem Aufgang zum Kloster auf einem Haufen ablegen.